# Triftgletscher (Alpy Urneńskie)

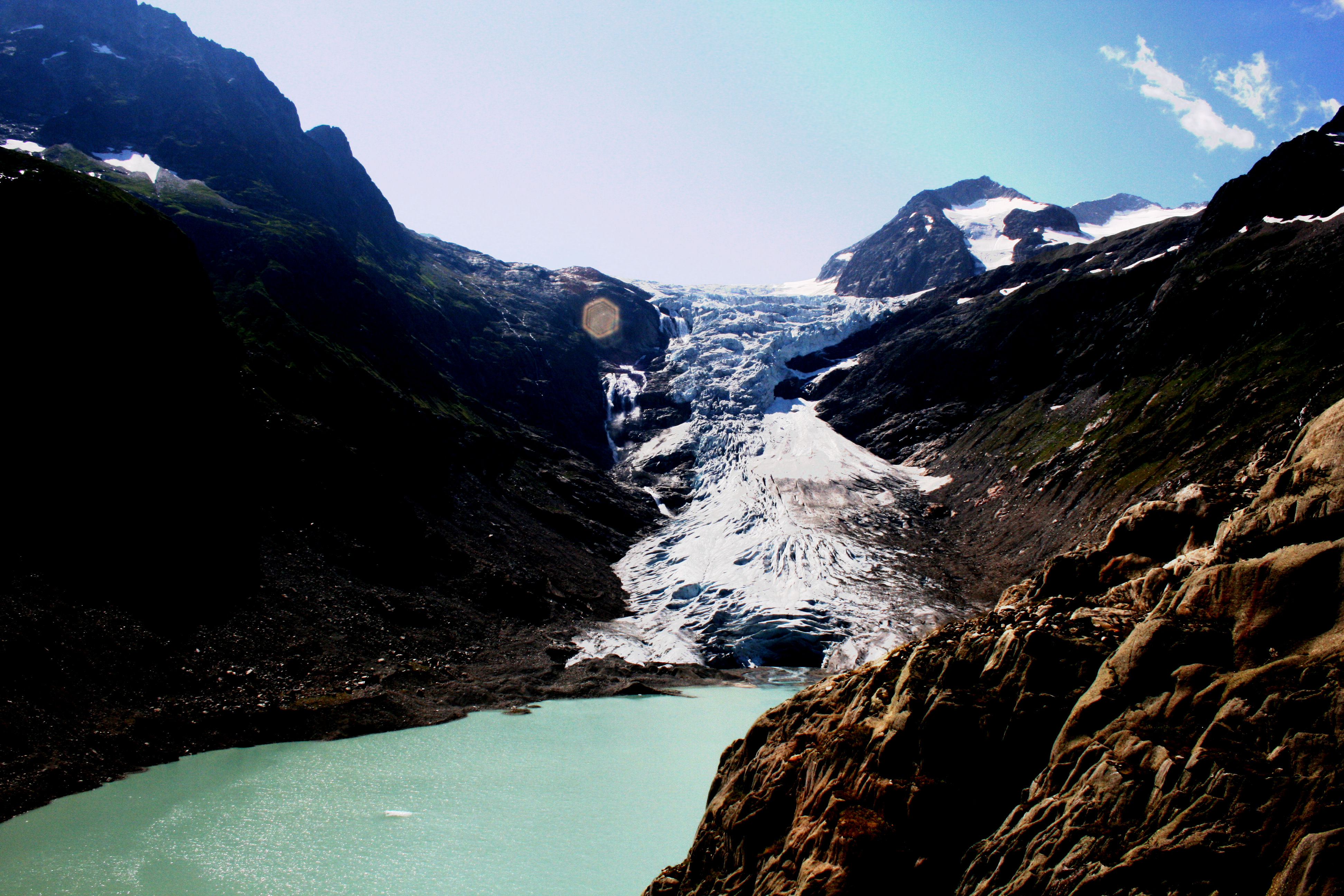
Triftgletscher

Triftgletscher – lodowiec o długości 5 km (2005 r.) i powierzchni 16,6 km² (1973 r.).
Lodowiec położony jest w Alpach Urneńskich w kantonie Berno w Szwajcarii.